# Çartak
Çartak es una localidad de Uzbekistán, en la provincia de Namangán.
Se encuentra a una altitud de 521 m sobre el nivel del mar. 

## Demografía
Según estimación 2010 contaba con una población de 53003 habitantes.